# 小門洋一
小門 洋一（こかど よういち、1961年8月19日 - ）は、元競輪選手、元サッカー選手。埼玉県浦和市（現さいたま市）出身。日本競輪学校第49期卒業。競輪選手現役時は日本競輪選手会神奈川支部所属。師匠は、伯父の小門道夫。ホームバンクは平塚競輪場（元は小田原競輪場）。息子の小門勇太はフットサル選手。

## 来歴

### サッカー選手として
帝京高等学校サッカー部出身で2学年上に早稲田一男、宮内聡、金子久、同学年には現サッカー解説者の川添孝一、元サッカー日本代表の名取篤、とんねるずの木梨憲武、1学年下に辻谷浩幸らがいる。高校3年時（1979年）にはFWとして夏の高校総体ではベスト4、東京都選抜として国体優勝。冬の高校選手権では優勝に貢献。名取や川添とともに大会優秀選手に選ばれ、日本高校選抜の海外遠征に参加した。当時のポジションはセンターフォワードで、『高校サッカー60年史』の高校総体の項ではいくつかの選手とともに「小門の突進」を特記事項として挙げている。
こうした実績から日本リーグのチームなどから勧誘を受けたものの、本人は「就職を考えたとき何かサラリーマン的なサッカー界には魅力がなかった」と語っている。その一方、伯父で後に師匠となる小門道夫が競輪選手だったことから、努力や技量次第で多額の報酬を得ることができる個人競技に興味を抱き、卒業後は競輪界入りすることを決意した。

### 競輪選手として
初出走は1982年4月30日の花月園競輪場で、初勝利は翌5月1日の同場。
1982年のデビュー直後から順調に実績を積み上げ、2年目となる翌1983年のオールスター競輪で特別競輪初出場を果たし、1984年には競輪祭新人王戦で優勝を果たした。競輪選手としての最盛期といえる時期は1986年から1987年にかけてであり、この2年間において、特別競輪決勝戦では2着2回、3着2回を記録。1987年にはS級一般で賞金獲得ランキングの上位を争い、地元平塚で開催されたKEIRINグランプリにも出場し5位となった。
長い間選手として活躍を続けていたが、2011年12月に地元の平塚競輪場に出場中、次回の競走で引退することを発表し、12月26日に古巣の小田原競輪場で迎えた第9R・A級特選が最後の競走となり、9着に終わったあと引退セレモニーが行われバンクを去った。2012年1月5日、選手登録消除。通算成績2495戦302勝。
引退後は地元の平塚競輪場を中心に競輪レポーターとして活動している。

## 主な獲得タイトル
- 1984年 - 競輪祭新人王（小倉競輪場）